# Zyklon Catarina
Der Zyklon Catarina war ein tropischer Zyklon im Südatlantik und traf das südöstliche Brasilien im März 2004. Obwohl er nicht der erste tropische Wirbelsturm im Südatlantik war, war er doch der erste bekannte, der Hurrikanstärke erreicht hat. Der Sturm tötete zumindest drei Menschen und verursachte $350 Millionen (heutiger Wert: $502 Millionen) an Schäden.
Der Sturm war zunächst namenlos, da für den Südatlantik aufgrund der Seltenheit tropischer Zyklone in diesem Gebiet kein offizielles Namensschema existierte. Schon sehr bald wurde er aber von einheimischen Medien nach dem betroffenen Bundesstaat Santa Catarina mit Catarina benannt.

## Entstehung
Allgemein gilt der Südatlantik südlich des Äquators als frei von tropischen Hurrikantiefs, weil der kalte Benguelastrom vor der westafrikanischen Küste das südatlantische Becken großräumig kühlt und damit die hohe Wassertemperatur als Grundlage fehlt. Er unterdrückt auch die Easterly Waves, wellenförmige Winde, die die auslösenden Impulsgeber sind. Turbulente Höhenwinde des Raumes zerblasen entstehende Zellen durchwegs, bevor sie sich zum rotierenden Sturmsystem ausbilden können. Daher war die Bildung des Hurrikanes durchaus überraschend.

## Sturmverlauf

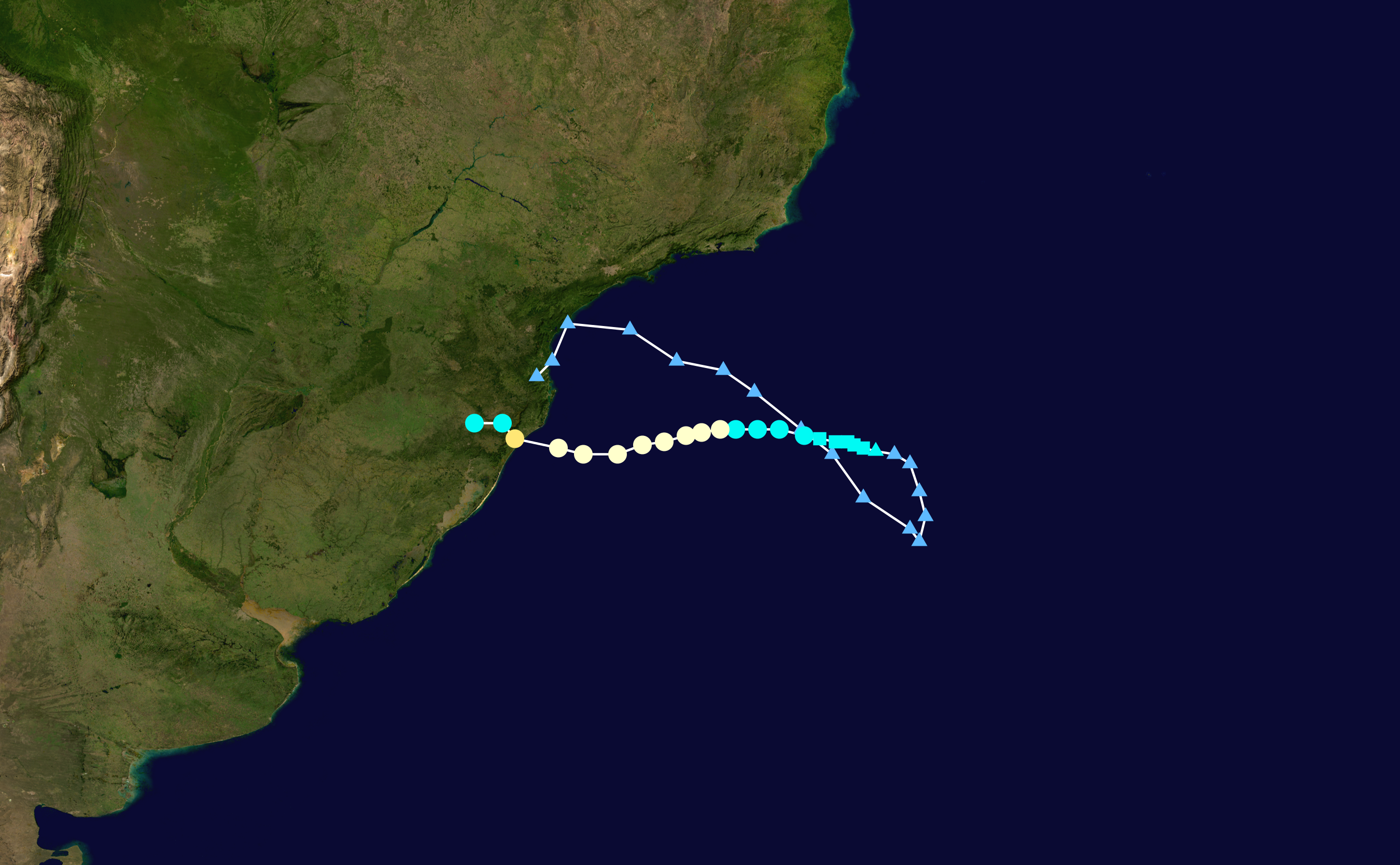
Verlauf des Sturms

Am 12. März bildete sich ein stationärer Trog vor der Küste des südlichen Brasiliens. Eine Störung bildete sich auf ihm und bewegte sich bis zum 22. März in ostsüdöstlicher Richtung, bis es ein Hochdruckkeil, der sich südöstlich vom System befand, aufhielt. Durch ungewöhnlich gute Höhenwinde und überdurchschnittlich warmen Wassertemperaturen, die zwischen 24 und 26 °C lagen, konnte sich das System langsam entwickeln, und ähnelte am 24. März einem subtropischen Sturm. Ungefähr 1010 km ostsüdöstlich von Florianópolis gelegen, bewegte es sich langsam in Richtung Westen, und schien am 25. März ein tropischer Sturm geworden zu sein.

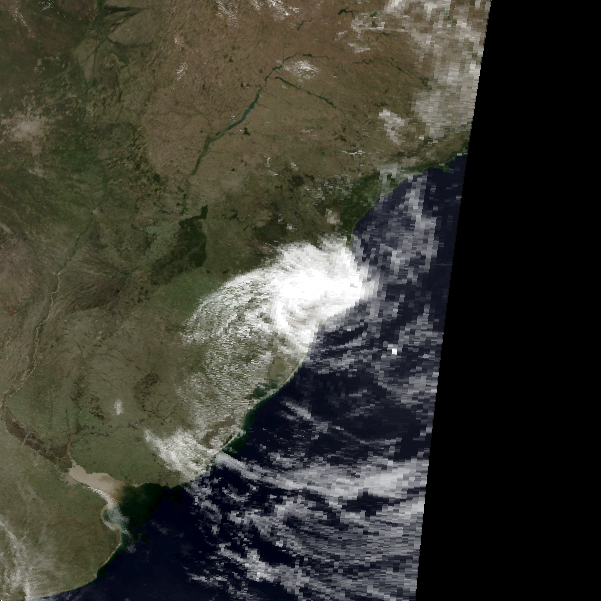
Zyklon Catarina am 28. März 2004

Als kompakter Sturm bewegte er sich stetig in Richtung Westen und intensivierte sich am 26. März zu einem Hurrikan. Eine brasilianische Zeitung schrieb, dass ein Furacao (Hurrikan) den brasilianischen Bundesstaat Santa Catarina bedrohe. Diese Schlagzeile war ein Mitgrund für den Namen Catarina. Catarina empfing auch weiterhin ausgezeichnete Bedingungen und erreichte seine größte Intensität mit Winden um 160 km/h mit Böen bis zu 180 km/h am 28. März. Der Zyklon ging am selben Tag mit derselben Intensität an Land und traf die ca. 30.000 Einwohner umfassende Stadt Torres im Bundesstaat Rio Grande do Sul. Catarina löste sich, wie ein normaler tropischer Zyklon, rasch über Land auf.